# 及川仁
及川仁（おいかわ ひとし、1961年 - ）は、日本のジャーナリスト。アメリカ同時多発テロ事件発生後のアフガニスタンからの一連の報道で2001年度ボーン・上田記念国際記者賞を受賞。イラク戦争時に共同通信社バグダッド支局長を務めた。

## 経歴
1961年岩手県水沢市（現・奥州市）生まれ。岩手県立水沢高等学校を経て、1985年早稲田大学第一文学部ロシア文学専修卒。1985年共同通信社入社。1993年より外信部記者。ベオグラード、モスクワ両支局を経て、2003年8月から2004年8月まで1年間バグダッド支局長。現在外信部デスク。
イラクで殉職した外交官の奥克彦やミャンマーで亡くなったジャーナリストの長井健司とも親交があった。